# رمات دينيا
رمات دينيا (بالعبرية: רמת דניה) هو حي يقع في جنوب غرب القدس. بنى عام 1970 بين كريات هايوفيل وبييت فيغان، على ارتفاع 780 مترًا فوق مستوى سطح البحر. واسم دينيا هو اسم شركة التطوير التي قامت ببناء المباني السكنية الأولى. 

## سكان بارزون
- شلومو هليل
- يوتام أوتولينغي - طاهٍ ومقدم برامج تلفزيونية